# Prowincja Perugia
Prowincja Perugia (wł. Provincia di Perugia) – prowincja we Włoszech. 
Nadrzędną jednostką podziału administracyjnego jest region (tu: Umbria), a podrzędną jest gmina.
Liczba gmin w prowincji: 59.
Prowincja Perugia współpracuje z Województwem Warmińsko-Mazurskim na mocy Umowy o współpracy międzyregionalnej między Województwem Warmińsko-Mazurskim a Prowincją Perugia z dnia 27 marca 2009 r.